# Cina ai XXII Giochi olimpici invernali
La Cina ha partecipato ai XXII Giochi olimpici invernali, che si sono svolti dal 7 al 23 febbraio a Soči in Russia, con una delegazione composta da 62 atleti.

## Medaglie

### Medagliere per discipline
| Sport                   | Oro | Argento | Bronzo | Totale |
| ----------------------- | --- | ------- | ------ | ------ |
| Short track             | 2   | 3       | 1      | 6      |
| Pattinaggio di velocità | 1   | 0       | 0      | 1      |
| Freestyle               | 0   | 1       | 1      | 2      |
| Totale                  | 3   | 4       | 2      | 9      |

### Medaglie d'oro
| Medaglia | Nome       | Sport                   | Evento           |
| -------- | ---------- | ----------------------- | ---------------- |
| Oro      | Zhang Hong | Pattinaggio di velocità | 1000 m femminile |
| Oro      | Li Jianrou | Short track             | 500 m femminile  |
| Oro      | Zhou Yang  | Short track             | 1500 m femminile |

### Medaglie d'argento
| Medaglia | Nome       | Sport       | Evento           |
| -------- | ---------- | ----------- | ---------------- |
| Argento  | Xu Mengtao | Freestyle   | Salti femminile  |
| Argento  | Fan Kexin  | Short track | 1000 m femminile |
| Argento  | Wu Dajing  | Short track | 500 m maschile   |
| Argento  | Han Tianyu | Short track | 1500 m maschile  |

### Medaglie di bronzo
| Medaglia | Nome         | Sport       | Evento                    |
| -------- | ------------ | ----------- | ------------------------- |
| Bronzo   | Jia Zongyang | Freestyle   | Salti maschile            |
| Bronzo   | Cina         | Short track | 5000 m staffetta maschile |

### Plurimedagliati
| Nome       | Sport       | Oro | Argento | Bronzo | Totale |
| ---------- | ----------- | --- | ------- | ------ | ------ |
| Han Tianyu | Short track | 0   | 1       | 1      | 2      |
| Wu Dajing  | Short track | 0   | 1       | 1      | 2      |